# Stranded Deep
Stranded Deep je survival videohra vyvinutá a publikovaná australským studiem Beam Team Games pro Microsoft Windows, macOS, PlayStation 4, Nintendo Switch, Xbox One a Linux.

## Děj
Hra se odehrává v Tichém oceánu, kde se přeživší havárii letadla ocitnou tváří v tvář různým nebezpečím generovaného světa. Hráči mohou prozkoumat tichomořské ostrovy, útesy a bezedné oceánské příkopy plné živočichů a jiných různých záhad, je potřeba hledat a vyvíjet prostředky k přežití.

## Vydání
Telltale Games oznámilo, že hru vydá v říjnu 2018 na konzole PlayStation 4 a Xbox One prostřednictvím Telltale Publishing Label. Oficiální vydání hry bylo ale často odsouváno. Dne 29. ledna 2020 studio Beam Team Games na své stránce Twitter oznámilo, že vydání konzolové verze je naplánováno na konec března, ale může být odloženo až na začátek dubna. Dne 21. dubna 2020 byla hra oficiálně vydána na konzole PlayStation 4 a Xbox One.

## Recenze
Od recenzentů společnosti Metacritic získala hra průměrné hodnocení 65/100.